# Alkoholowe zapalenie wątroby
Alkoholowe zapalenie wątroby – przewlekła choroba wątroby, objawiająca się zmianami martwiczo-zapalnymi, wywołana przewlekłym nadużywaniem alkoholu etylowego.

## Etiopatogeneza
Alkohol wpływa na czynność wątroby na drodze różnych mechanizmów:
1. Bezpośredni wpływ toksyczny i metaboliczny alkoholu na komórki wątrobowe:
  - zaburzenia układu redukcyjno-oksydacyjnego
  - stres oksydacyjny – nasilona peroksydacja lipidów
  - niedotlenienie zrazików
  - wpływ aldehydu octowego na białka
2. Aktywacja komórek Kupffera-Browicza związana z produkcją cytokin prozapalnych.
3. Aktywacja komórek Kupffera-Browicza w przestrzeniach Dissego powodująca włóknienie.

Ponadto na rozwój schorzenia ma wpływ:
- predyspozycja genetyczna – płeć i polimorfizm:
  - dehydrogenazy alkoholowej (ADH)
  - CYP2E1
  - dyhydrogenazy aldehydu octowego
  - TNF
- dieta – otyłość, gorsze odżywianie, nadmiar pokarmu
- współistniejące choroby wątroby

## Objawy
- uczucie zmęczenia
- nudności, wymioty
- brak apetytu
- ból pod prawym łukiem żebrowym
- hepatomegalia, czasem splenomegalia
- wodobrzusze
- żółtaczka
- gorączka
- encefalopatia wątrobowa

## Rozpoznanie
Rozpoznanie stawia się na podstawie stwierdzenia następujących kryteriów:
- dodatni wywiad w kierunku przewlekłego nadużywania alkoholu
- zwiększenie aktywności AlAT i AspAT (wskaźnik de Ritisa >2) oraz GGTP
- obecność nacieku zapalnego z przewagą neutrofilów oraz martwicy ogniskowej w badaniu histopatologicznym materiału pobranego podczas biopsji wątroby

### Badania dodatkowe
- badania laboratoryjne:
  - leukocytoza z przewagą neutrofilów
  - niedokrwistość makrocytarna
  - czasami małopłytkowość
  - zwiększenie aktywności fosfatazy zasadowej
  - zwiększenie stężenia żelaza i ferrytyny w surowicy
  - zwiększenie wskaźnika CDT (stężenie transferryny zależnej od niedoboru węglowodanów) – wskaźnik przewlekłego nadmiernego spożywania alkoholu
  - hiperbilirubinemia
  - wydłużenie czasu protrombinowego
  - hiponatremia
  - hipokaliemia
  - hipomagnezemia
  - hiperchloremia
  - zasadowica oddechowa
- w USG – powiększenie wątroby (o wzmożonej echogeniczności)
- badanie histopatologiczne:
  - stłuszczenie wielkokropelkowe
  - obraz plastra miodu
  - mitochondria olbrzymie
  - ciałka Mallory’ego
  - włóknienie
  - zmiany zapalno-martwicze

### Rozpoznanie różnicowe
- wirusowe zapalenie wątroby
- autoimmunologiczne zapalenie wątroby
- polekowe uszkodzenie wątroby
- alkoholowe stłuszczenie wątroby
- niealkoholowe stłuszczeniowe zapalenie wątroby
- choroba Wilsona
- hemochromatoza
- marskość wątroby
- pierwotne zapalenie dróg żółciowych
- pierwotne stwardniające zapalenie dróg żółciowych

## Powikłania
- zespół Zievego
- marskość wątroby
- piorunujące zapalenie wątroby
- hipoglikemia
- pozawątrobowe powikłania spożywania alkoholu

## Leczenie
Abstynencja alkoholowa (!) i uzupełnianie niedoborów pokarmowych.

W przypadku ciężkiego przebiegu – kortykosteroidy (prednizon).

## Leczenie żywieniowe
Dopóki nie dojdzie do zmian marskich w wątrobie, nie ma żadnych zmian w postępowaniu dietetycznym.
Gdy dojdzie do zmian marskich w wątrobie istnieją dwie drogi postępowania:
- Pacjent bez cech encefalopatii wątrobowej:
  - dieta bogato energetyczna
  - dieta bogato białkowa (!)
  - dieta bogato tłuszczowa (!!!)

Pacjent powinien otrzymywać dietę bogato energetyczną – bogatotłuszczową. Utylizacja tłuszczu w przypadku pacjentów z marskością wątroby nie jest zaburzona. Przeciwnie tłuszcz w przypadku pacjenta z marskością wątroby staje się preferencyjnym źródłem energii.
Przykłady diet syntetycznych dla pacjentów z marskością wątroby bez cech encefalopatii: Ensure Plus HN, Ensure Powder, Prosure, Pulmocare, Osmolite, Jevity.
- Pacjent z cechami encefalopatii wątrobowej:
  - ograniczenie podaży białka

## Rokowanie
Najczęściej prowadzi do rozwoju marskości wątroby. We wczesnych stadiach całkowite zaniechanie spożywania alkoholu, zmiana stylu życia oraz dieta mogą powstrzymać rozwój powikłań i poprawić funkcję wątroby.

Wskaźnik rokowniczy Maddreya (DF):

gdzie:
DF – wskaźnik rokowniczy
PT – czas protrombinowy wyrażony w sekundach
bilirubina – stężenie bilirubiny wyrażone w mg/dl
DF > 32 – ciężki przebieg choroby i duże ryzyko zgonu